# Hydraena feuerborni
Hydraena feuerborni är en skalbaggsart som beskrevs av Armand D'Orchymont 1932. Hydraena feuerborni ingår i släktet Hydraena och familjen vattenbrynsbaggar. Inga underarter finns listade i Catalogue of Life.